# Peyos

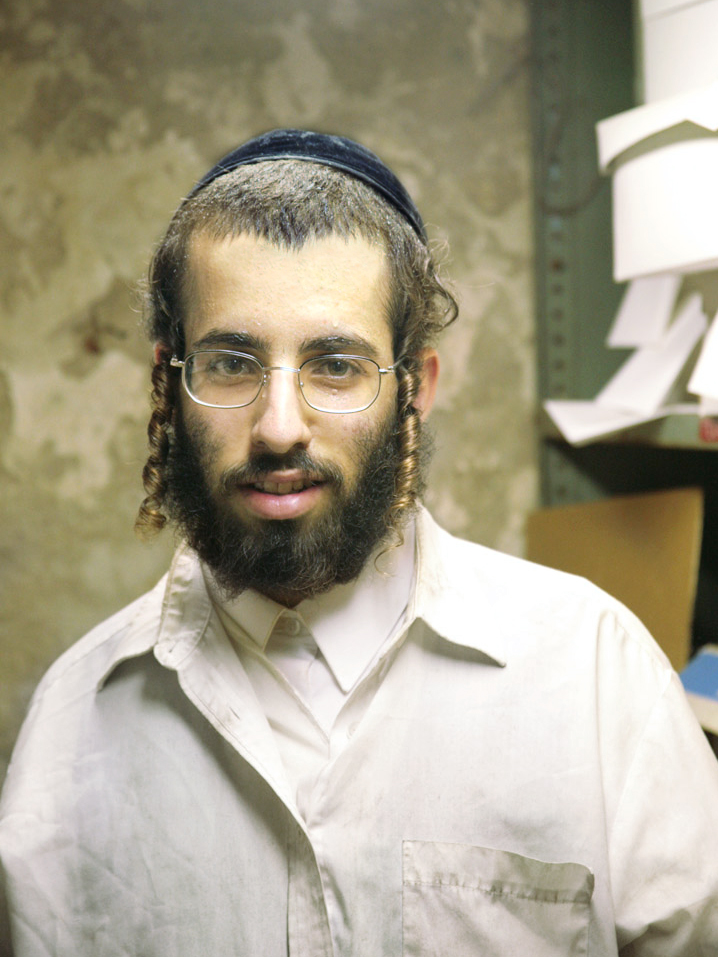
Judisk man med peyos.

Peyos (eller Payot, Peiyoth, Peyot, hebreiska פאות "hörn") är de sidlockar som ortodoxa judar bär. Traditionen att bära sidolockar kommer från Tredje Moseboken 19:27 som lyder: "Ni skall inte klippa håret vid tinningarna, inte kapa av skägget."
Påbudet att inte klippa håret vid tinningarna är en av de 613 Mitzvot.
Det finns ett stort antal olika mer eller mindre definierade stilar, exempelvis inom chassidiska grupper kan de vara en del av identifikationen för anhängare.